# Deklaracja przyjęta z okazji pięćdziesiątej rocznicy podpisania traktatów rzymskich

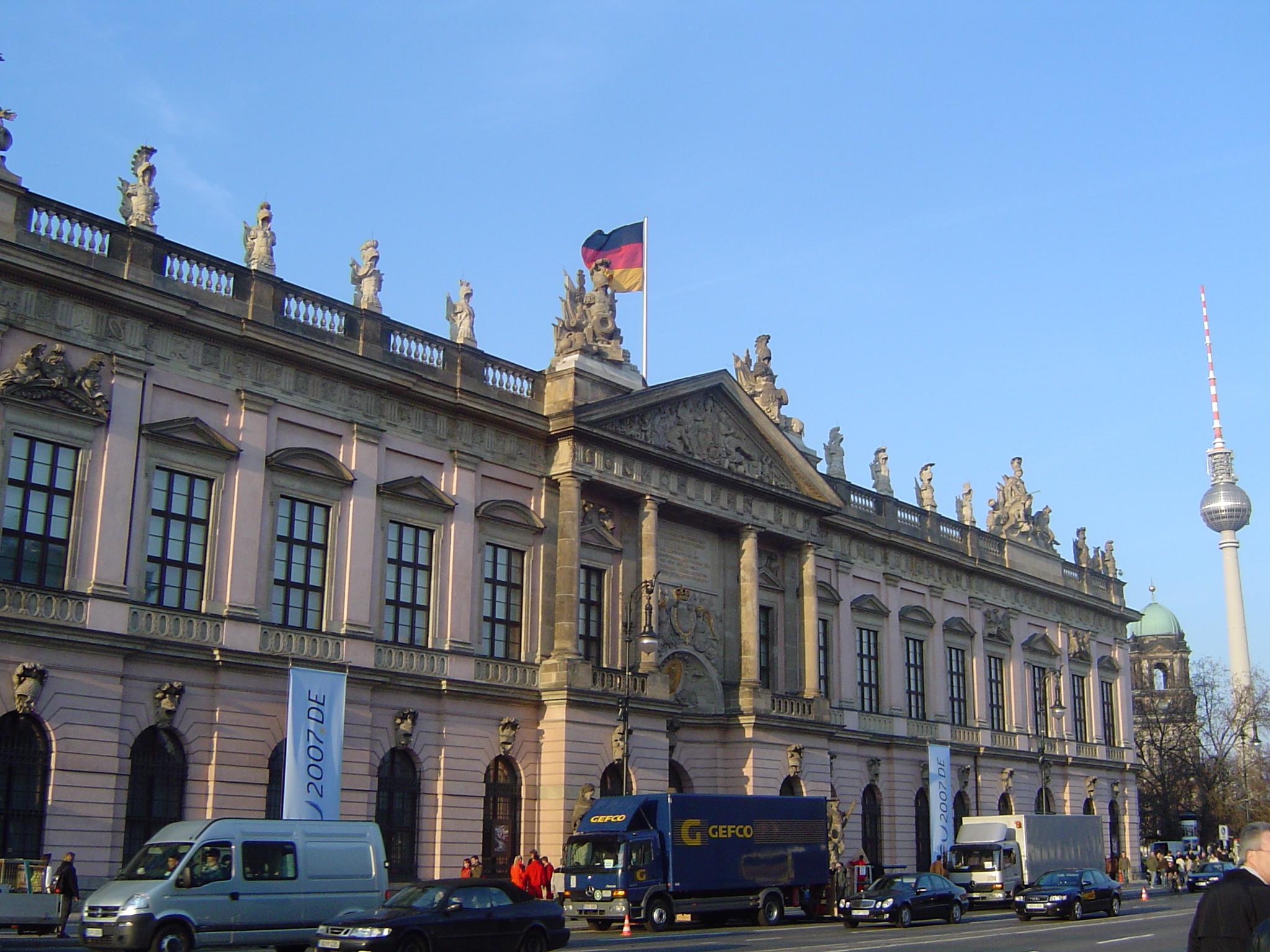
Deklaracja została podpisana w Niemieckim Muzeum Historycznym (Deutsches Historisches Museum) w Berlinie

Deklaracja berlińska (oficjalnie Deklaracja przyjęta z okazji pięćdziesiątej rocznicy podpisania traktatów rzymskich) – niewiążący akt Unii Europejskiej podpisany 25 marca 2007 roku w Berlinie (Niemcy) z okazji 50. rocznicy podpisania traktatów rzymskich, które dały początek Europejskiej Wspólnocie Gospodarczej, poprzedniczki współczesnej Unii Europejskiej. Jest to pierwsza wspólna deklaracja Unii Europejskiej po jej rozszerzeniu w 2007 roku.

## Sygnatariusze
Zaprezentowane w imieniu wszystkich obywateli państw członkowskich Unii Europejskiej (My, obywatele Unii Europejskiej), podpisane przez przewodniczących trzech głównych instytucji politycznych Unii Europejskiej:
- Hansa-Gerta Pötteringa, przewodniczącego Parlamentu Europejskiego.
- Angelę Merkel, przewodniczącą Rady Unii Europejskiej oraz Rady Europejskiej.
- José Manuela Barroso, przewodniczącego Komisji Europejskiej.

## Tekst polski
Przez wieki Europa była ideą, nadzieją na pokój i wzajemne zrozumienie. Nadzieja ta spełniła się. Zjednoczenie Europy przyniosło nam pokój i dobrobyt. Zaowocowało poczuciem wspólnoty i pozwoliło przezwyciężyć podziały. Do zjednoczenia Europy oraz umacniania demokracji i praworządności przyczyniło się każde z państw członkowskich. Dążeniu narodów Europy Środkowej i Wschodniej do wolności zawdzięczamy dzisiaj, że nienaturalny podział Europy został ostatecznie przełamany. Integracja europejska oznacza, że wyciągnęliśmy naukę z krwawych konfliktów i bolesnej historii. Dziś żyjemy razem w sposób, jaki nigdy wcześniej nie był możliwy.
My, obywatele Unii Europejskiej, jesteśmy zjednoczeni – ku naszej radości.
I.
W Unii Europejskiej urzeczywistniamy nasze wspólne ideały: centralnym punktem odniesienia dla naszych wartości jest człowiek. Jego godność jest nienaruszalna. Jego prawa są niezbywalne. Prawa kobiet i mężczyzn są równe.
Pragniemy pokoju i wolności, demokracji i praworządności, wzajemnego szacunku i wzajemnej odpowiedzialności, dobrobytu i bezpieczeństwa, tolerancji i zaangażowania, sprawiedliwości i solidarności.
Razem żyjemy i działamy w Unii Europejskiej w sposób, który nie ma precedensu. Wyraża się to poprzez demokratyczne współistnienie państw członkowskich i instytucji europejskich. Unia Europejska opiera się na równych prawach i solidarnym współdziałaniu. Dzięki temu możemy w sprawiedliwy sposób godzić interesy poszczególnych państw członkowskich.
W Unii Europejskiej chronimy suwerenność jej członków i różnorodność ich tradycji. Stajemy się bogatsi dzięki żywej różnorodności języków, kultur i regionów oraz dzięki otwartym granicom. Jest wiele celów niemożliwych do osiągnięcia samemu – można je zrealizować tylko wspólnymi siłami. Unia Europejska, państwa członkowskie, ich regiony i struktury lokalne dzielą się zadaniami.
II.
Istnieją poważne wyzwania nie znające granic państwowych. Naszą odpowiedzią na nie jest Unia Europejska. Tylko razem możemy na przyszłość zachować europejski ideał społeczny – dla dobra wszystkich obywateli Unii Europejskiej. Europejski model społeczny łączy w sobie sukces gospodarczy i odpowiedzialność społeczną. Wspólny rynek i euro czynią nas silnymi. Dzięki temu możemy kształtować coraz ściślejsze światowe współzależności gospodarcze i rosnącą konkurencję na rynkach międzynarodowych według naszych wyobrażeń. Bogactwem Europy są wiedza i umiejętności ludzi – to klucz do wzrostu gospodarczego, zatrudnienia i porozumienia społecznego.
Wspólnie będziemy walczyć z terroryzmem, przestępczością zorganizowaną i nielegalną imigracją. Będziemy równocześnie bronić wolności i praw obywatelskich, również w walce z ich przeciwnikami. Rasizm i ksenofobia nigdy więcej nie mogą mieć miejsca.
Opowiadamy się za pokojowym rozwiązywaniem konfliktów na świecie, aby ludzie nie byli ofiarami wojen, terroryzmu i przemocy. Unia Europejska chce wspierać w świecie wolność i rozwój. Chcemy przeciwstawiać się biedzie, głodowi i chorobom. W działaniach tych pragniemy nadal odgrywać wiodącą rolę.
Chcemy wspólnie wytyczać drogę w dziedzinie polityki energetycznej i ochrony klimatu oraz przyczyniać się do zażegnania zagrożeń związanych ze zmianami klimatycznymi.
III.
Również w przyszłości siłą Unii Europejskiej będzie jej otwartość oraz wola jej członków, by wspólnie umacniać jej wewnętrzny rozwój. Unia Europejska nadal będzie wspierać poza swoimi granicami demokrację, stabilność i dobrobyt.
Wraz ze zjednoczeniem Europy spełniło się marzenie naszych przodków. Historia przestrzega nas, aby strzec tego skarbu z myślą o przyszłych pokoleniach. W tym celu musimy stale odnawiać zgodnie z duchem czasu polityczny kształt Europy. Dlatego dziś, 50 lat po podpisaniu traktatów rzymskich, razem podejmujemy wyzwanie, aby do czasu wyborów do Parlamentu Europejskiego w roku 2009 odnowić wspólny fundament Unii Europejskiej.
Wiemy bowiem, że Europa to nasza wspólna przyszłość.

Źródło: Rada Unii Europejskiej

### Problemy

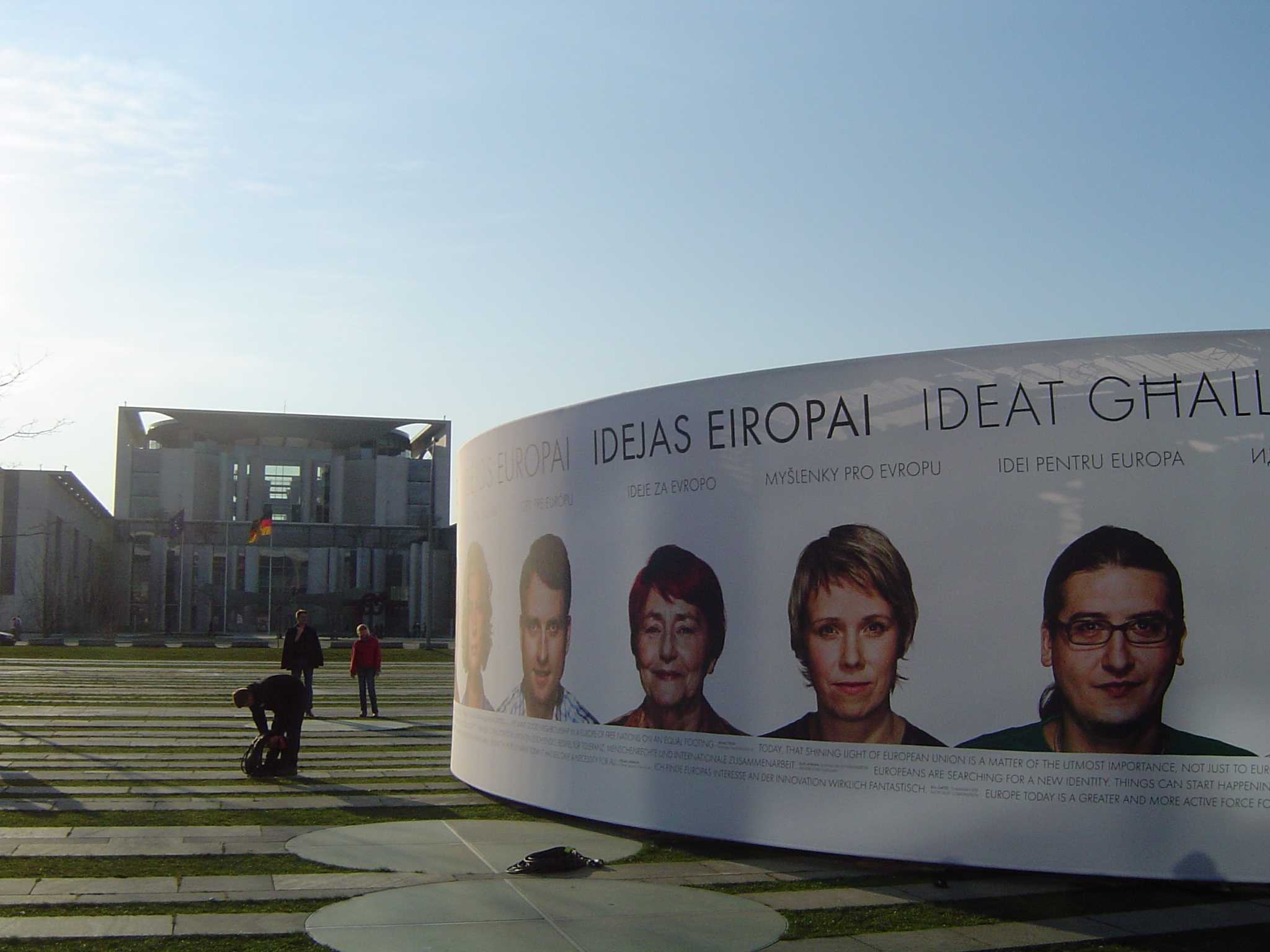
Wystawa „Idee dla Europy” przed Kancelarią Niemiec

#### Chrześcijaństwo
Deklaracja została skrytykowana przez papieża Benedykta XVI za brak odwołania do chrześcijaństwa. Polska, początkowo groziła zawetowaniem dokumentu z powodu ominięcia tej kwestii, jednak spór został złagodzony. Kilka świeckich organizacji zaprotestowało przeciwko wykluczeniu kwestii religijnej i zaproponowały własny tekst deklaracji nazwanej „Wizja dla Europy”.

#### Tłumaczenie
W języku niemieckim (język oryginalny deklaracji, w którym została ona sporządzona), fraza „My, obywatele Unii Europejskiej, jesteśmy zjednoczeni – ku naszej radości” została zapisana jako „Wir Bürgerinnen und Bürger der Europäischen Union sind zu unserem Glück vereint”. Jednak w deklaracji przetłumaczonej na język angielski pominięto słowo „Glück”, co oznacza „szczęście”, „radość”. Istnieją również niewielkie zmiany w tekście duńskim.
Zobacz tłumaczenie niemieckie